# Biserica de lemn din Lăzărești

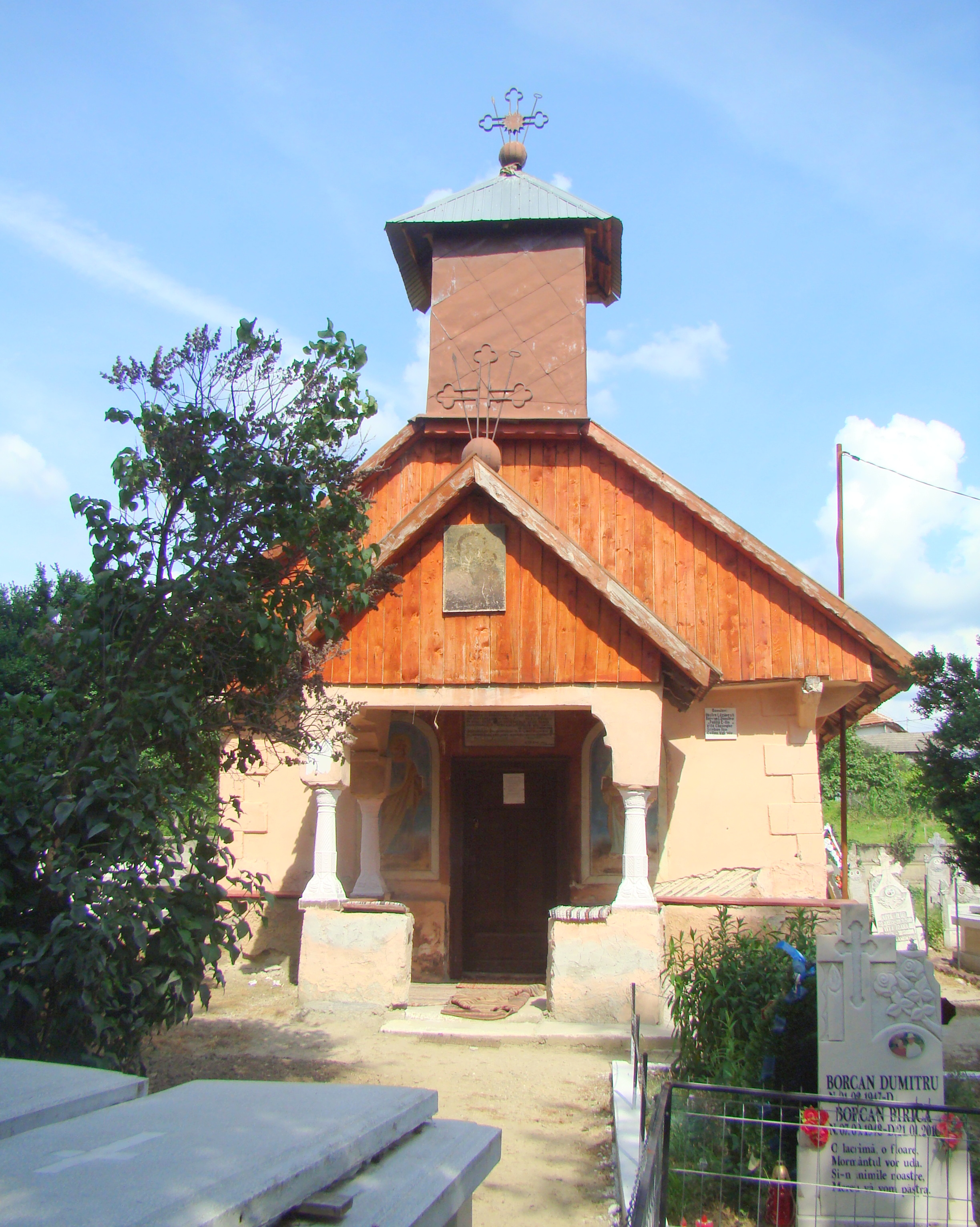
Biserica de lemn „Sfântul Ierarh Nicolae” din Lăzărești, oraș Bumbești-Jiu, județul Gorj, foto: iunie 2018.

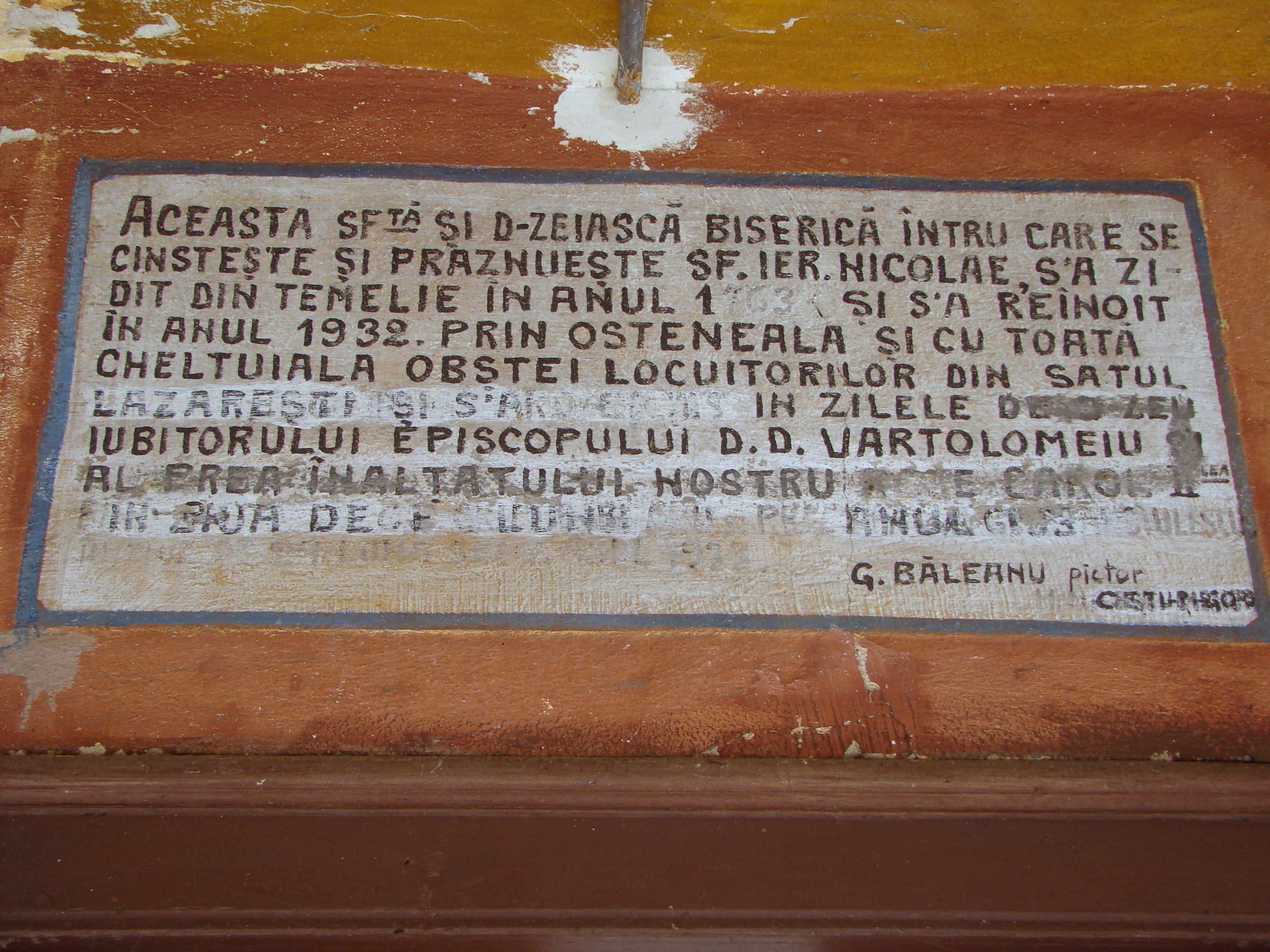
Pisania deasupra intrării

Biserica de lemn din Lăzărești, oraș Bumbești-Jiu, județul Gorj, a fost construită în anul 1763. Are hramul „Sfântul Ierarh Nicolae”. Biserica se află pe lista monumentelor istorice sub codul LMI:  GJ-II-m-B-09253.

## Istoric și trăsături
Biserica cu hramul „Sfântul Ierarh Nicolae” a fost construită în anul 1763; lucrări majore de reparații au avut loc în anul 1932, în timpul domniei regelui Carol al II-lea, cu contribuția obștei Lăzăreștilor.
Biserica are dimensiuni modeste; planul este dreptunghiular, cu absida altarului decroșată, poligonală, cu cinci laturi. Lucrările de renovare au transformat radical înfățișarea bisericii: tencuită în exterior, acoperiș de țiglă, pridvor de zid adosat pe latura vestică, clopotniță exterioară, care a înlocuit, funcțional, turnul-clopotniță aflat deasupra pronaosului.

## Galerie de imagini

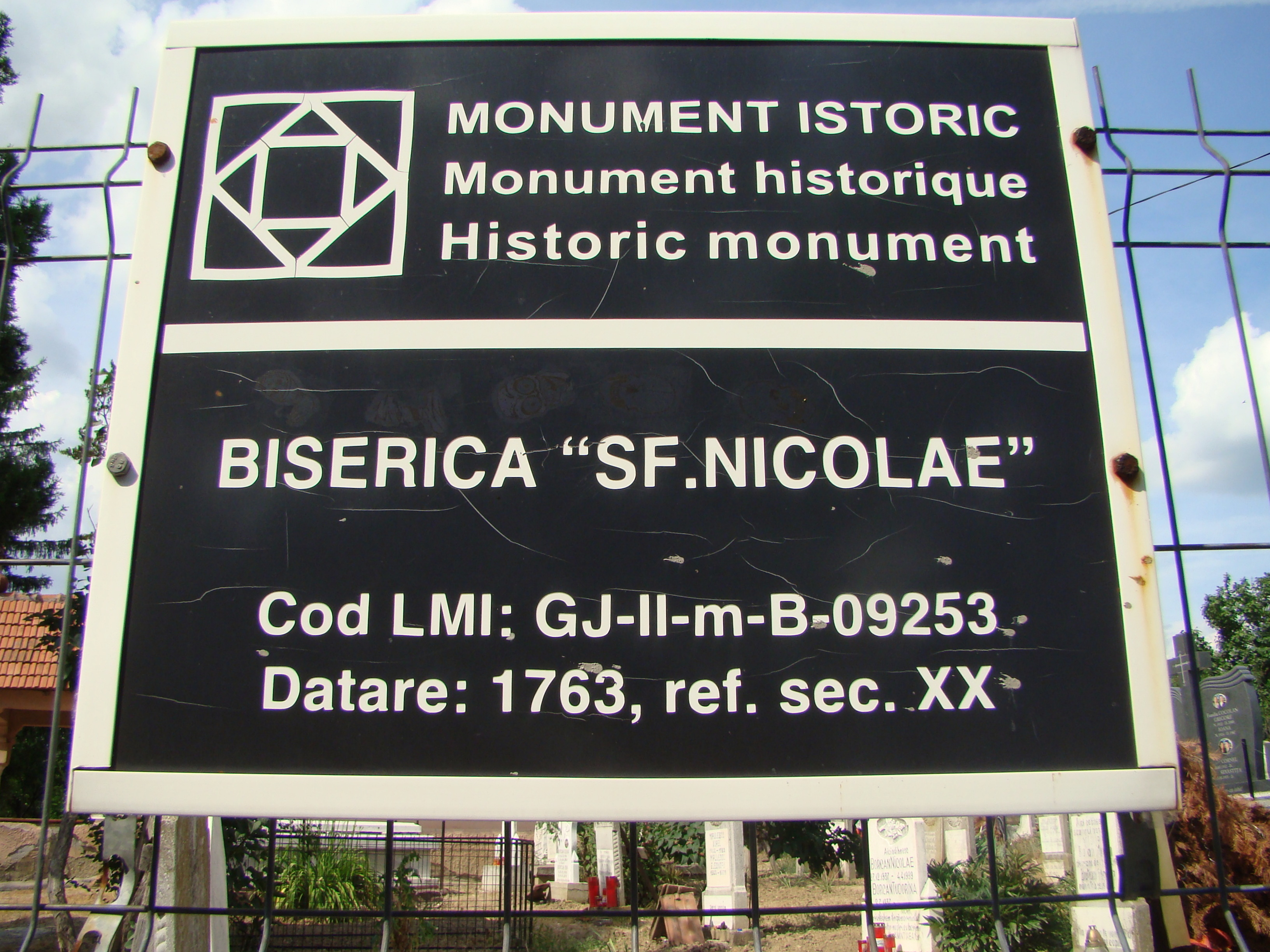
Tablă de monument
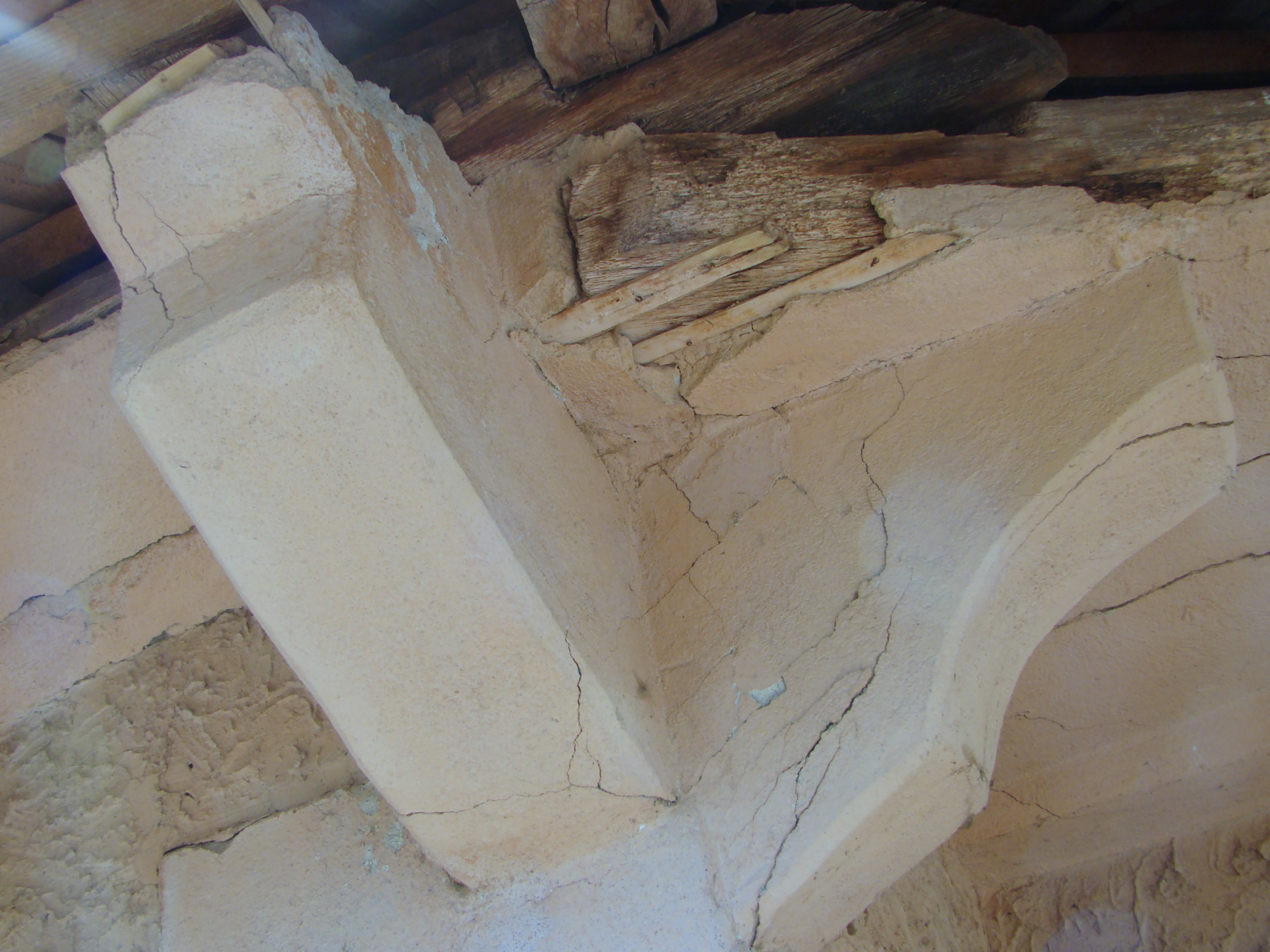
Console
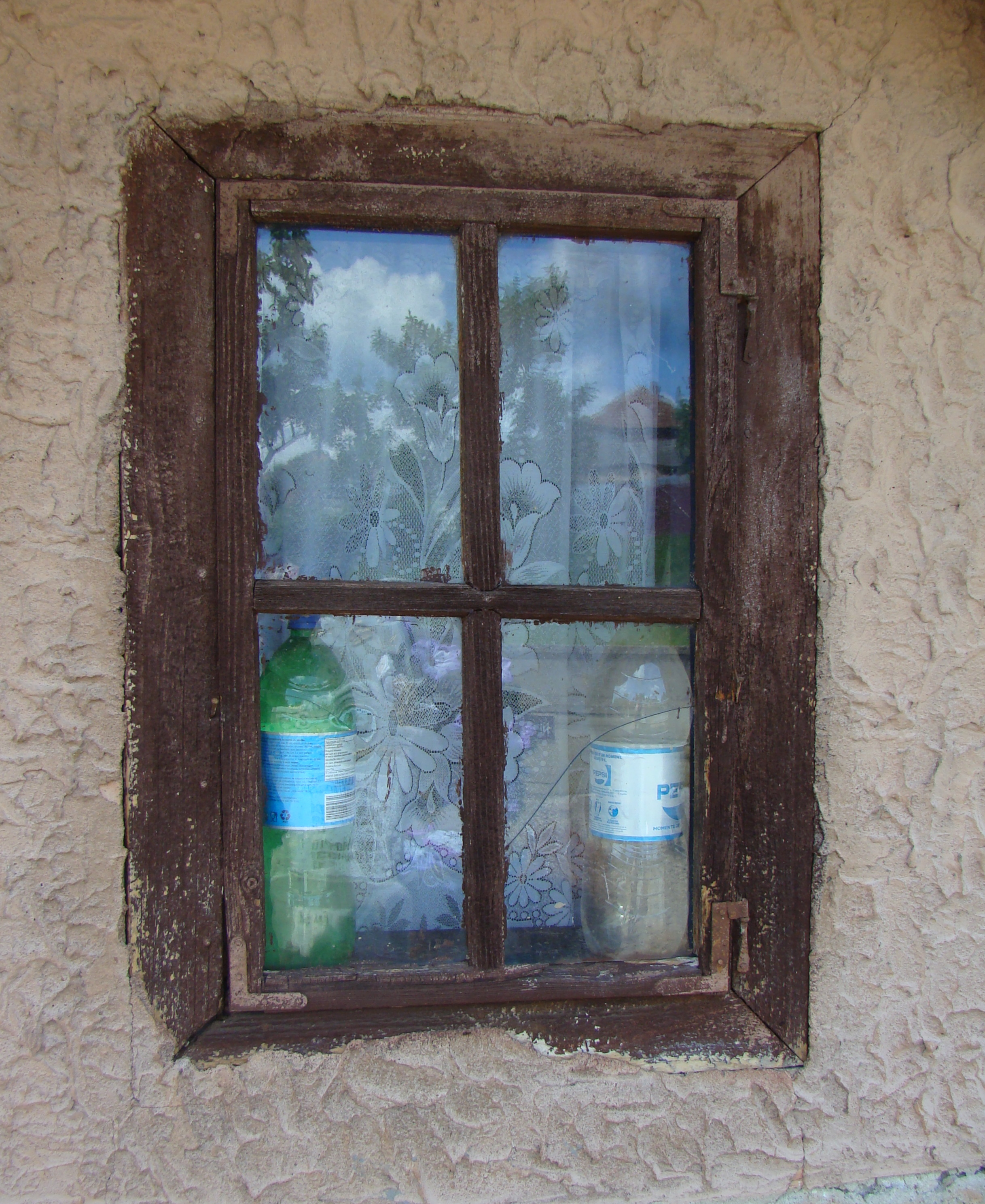
Fereastră
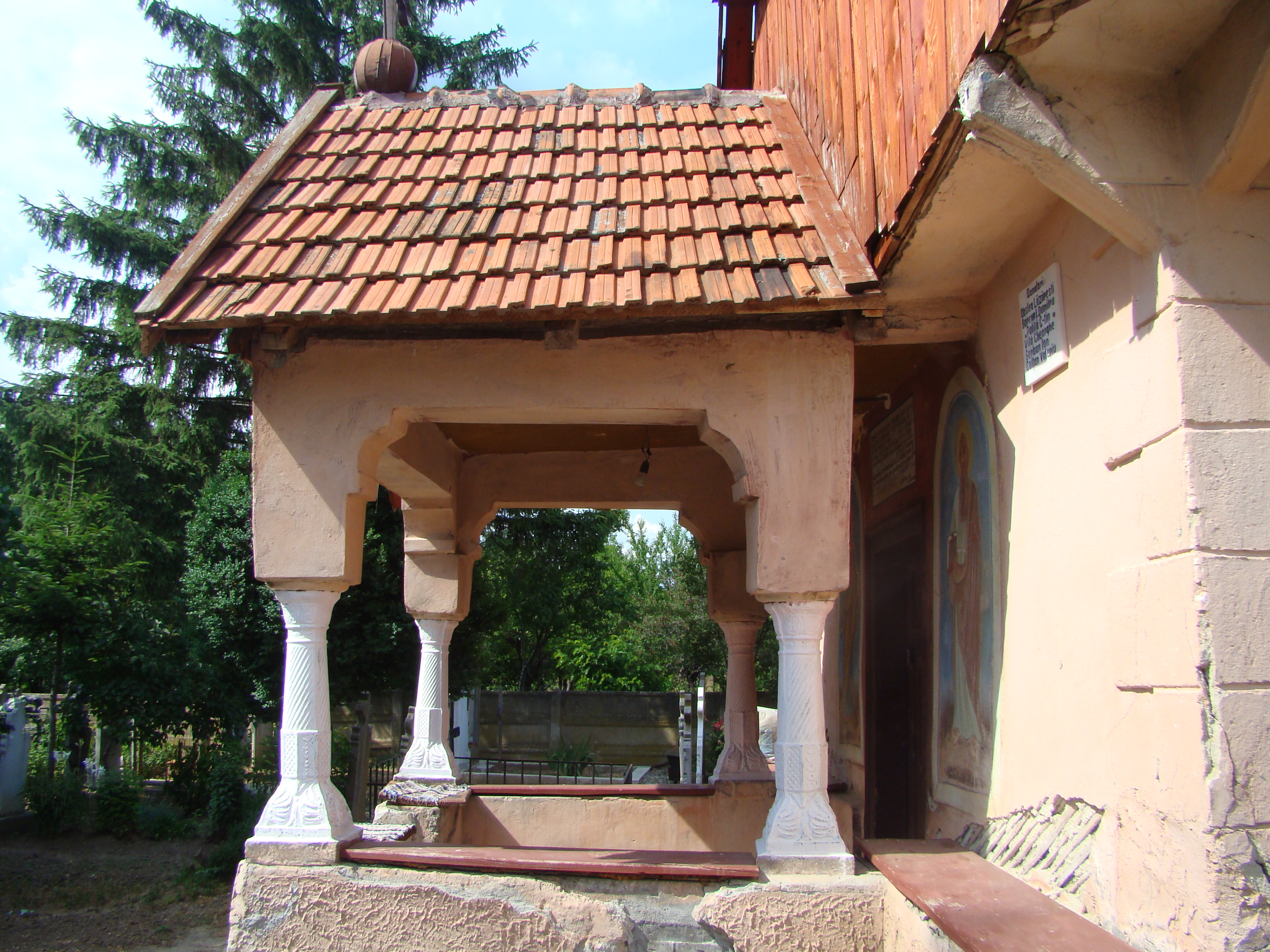
Pridvorul de zid
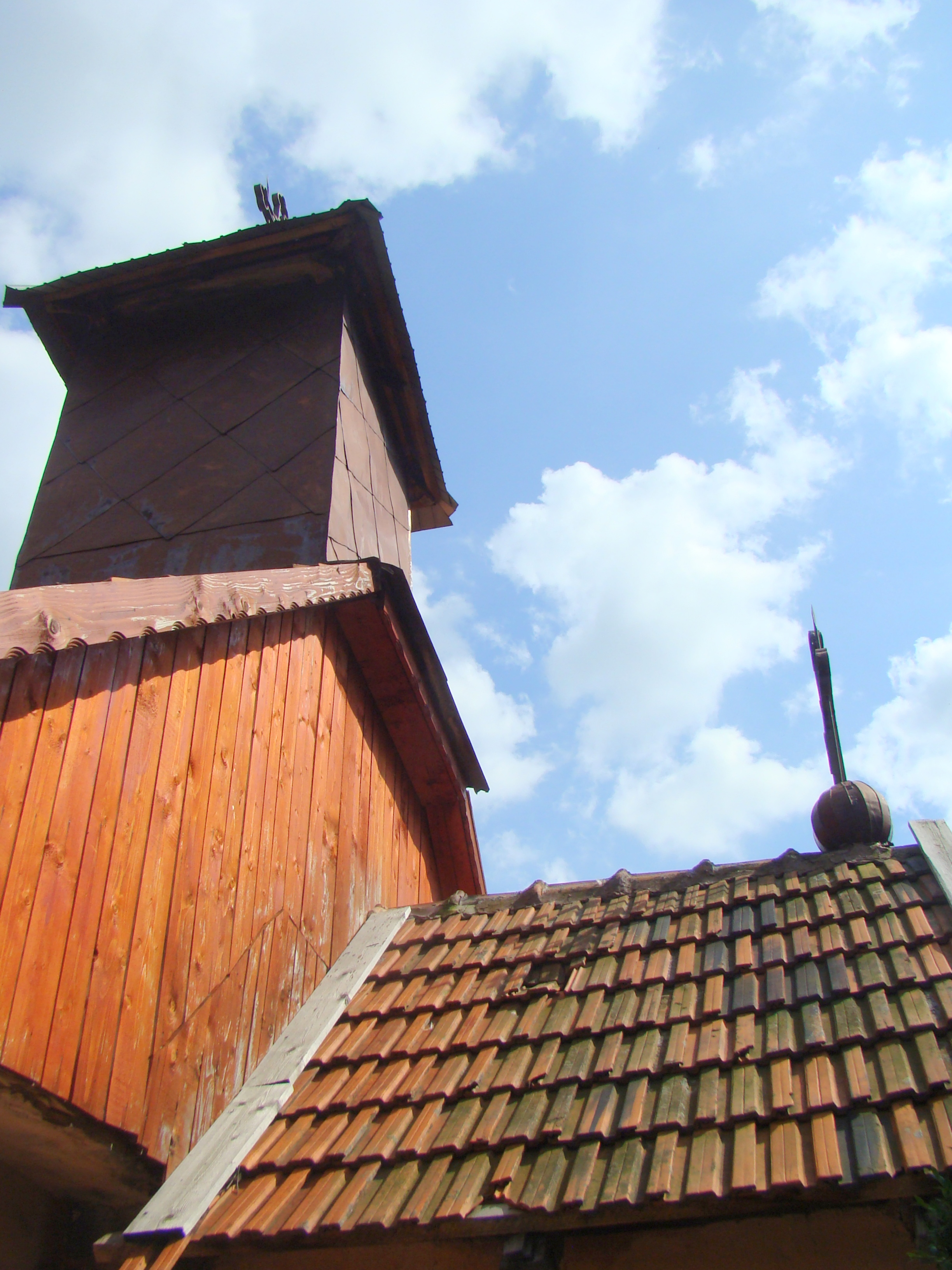
Turnul
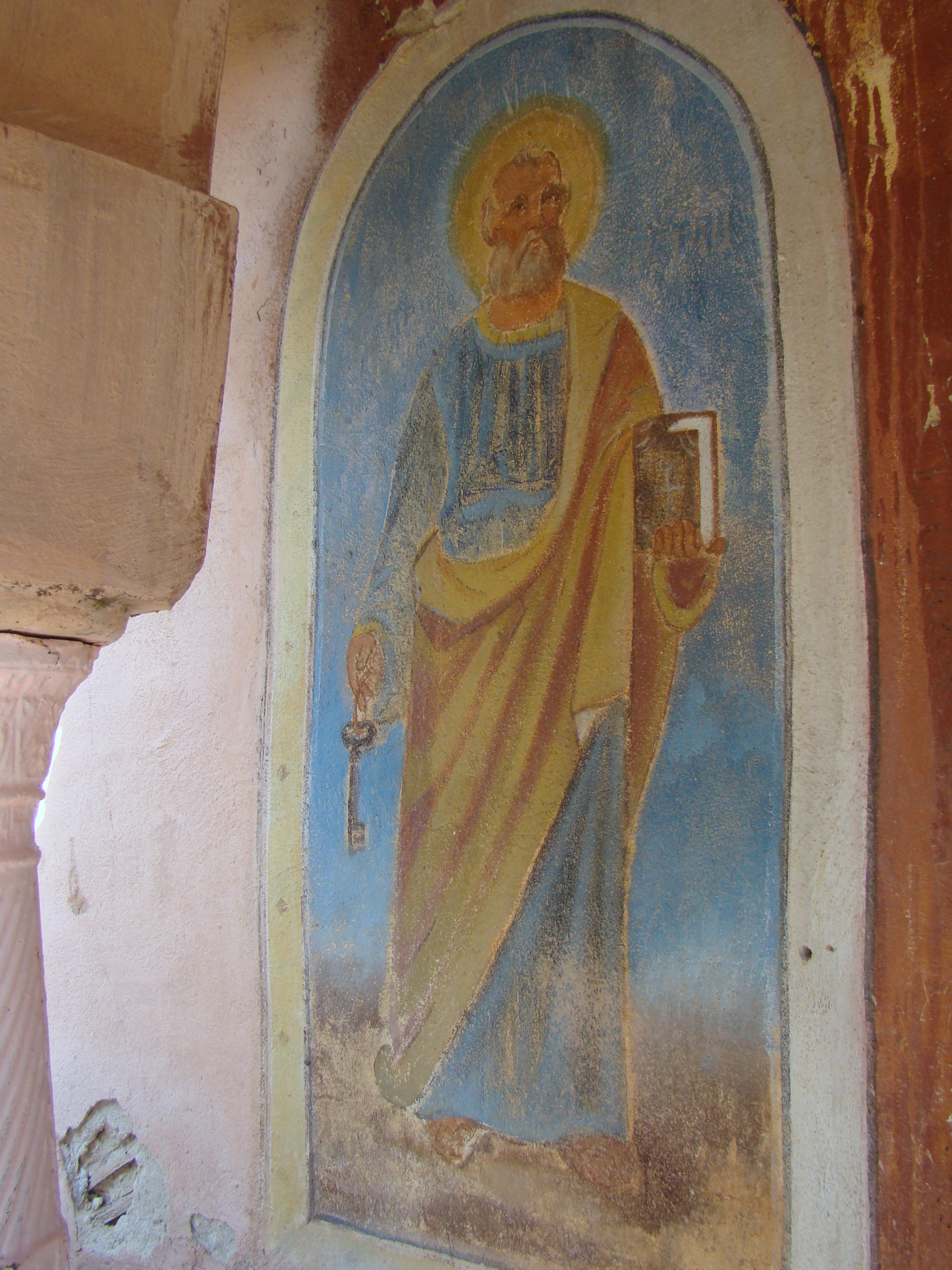
Pictura exterioară
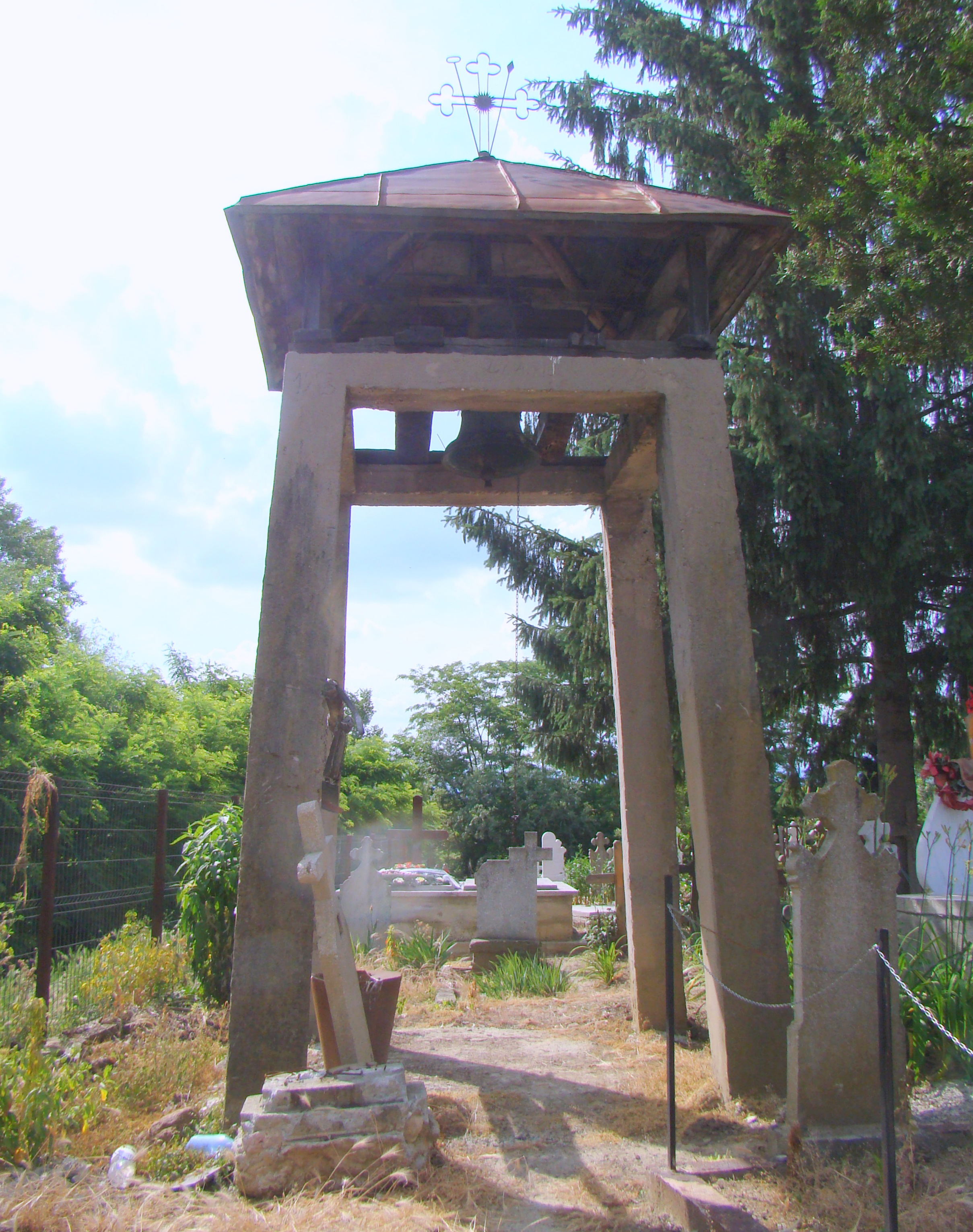
Clopotniţa exterioară
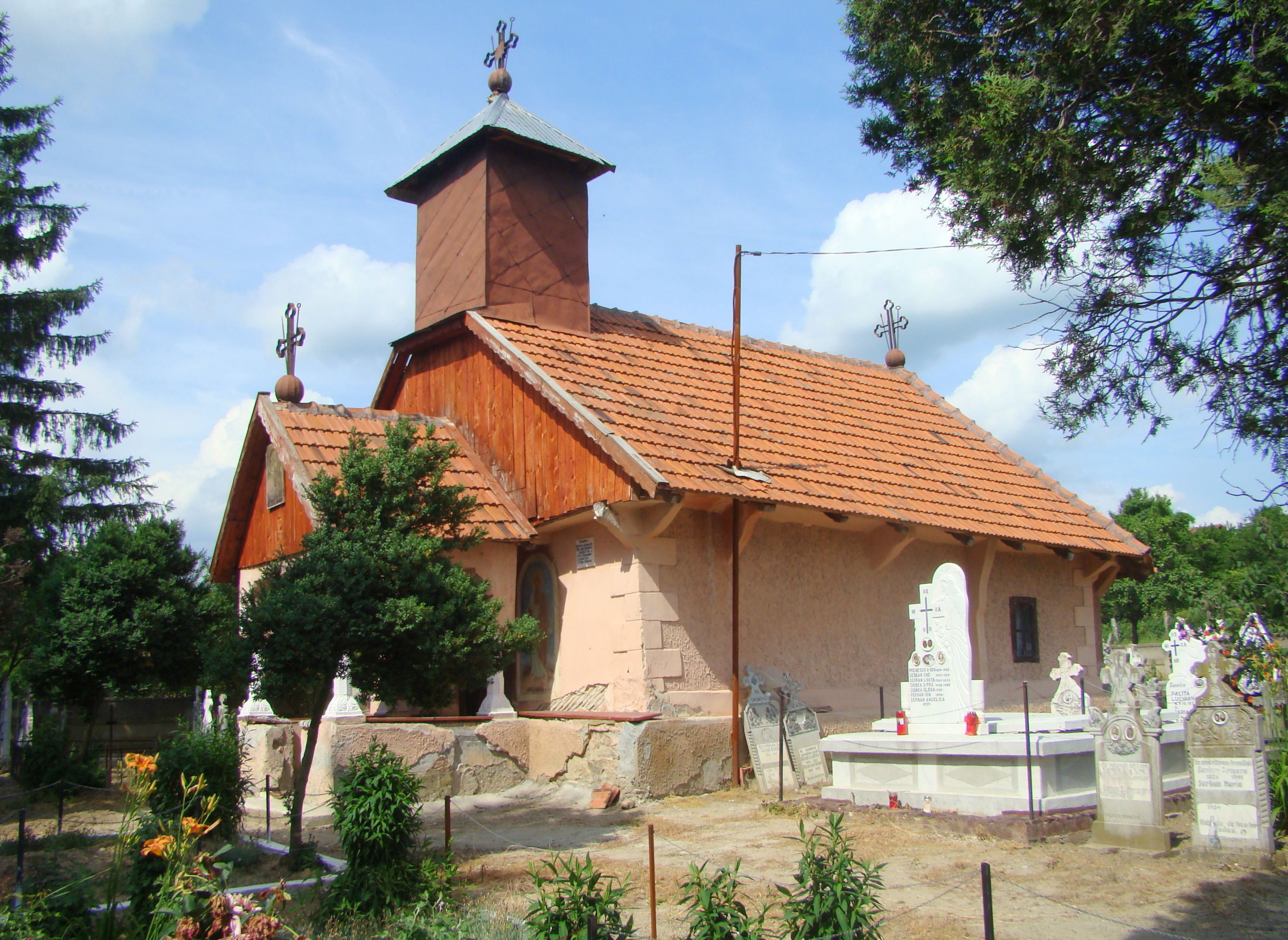
Biserica (sud-vest)
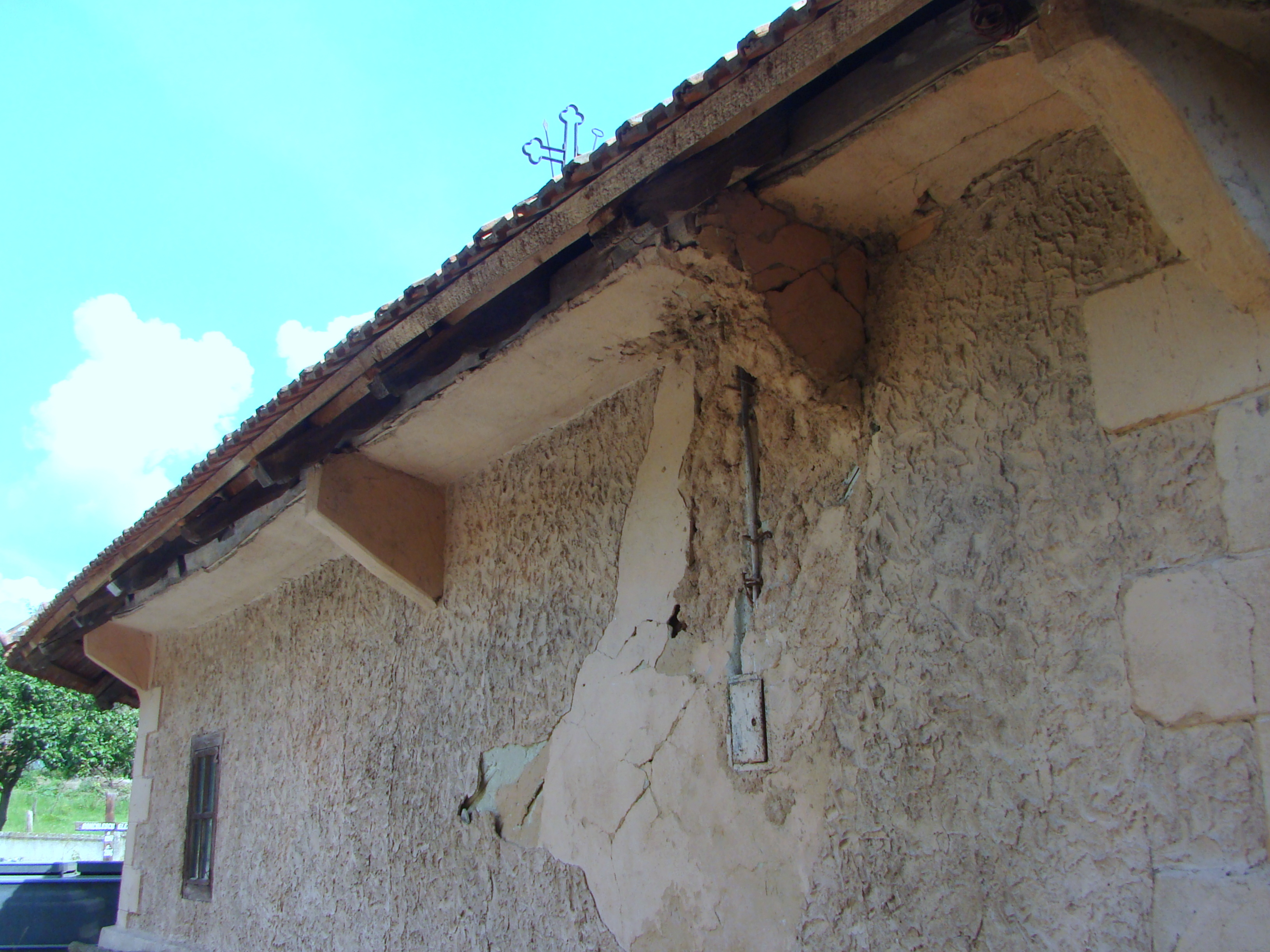
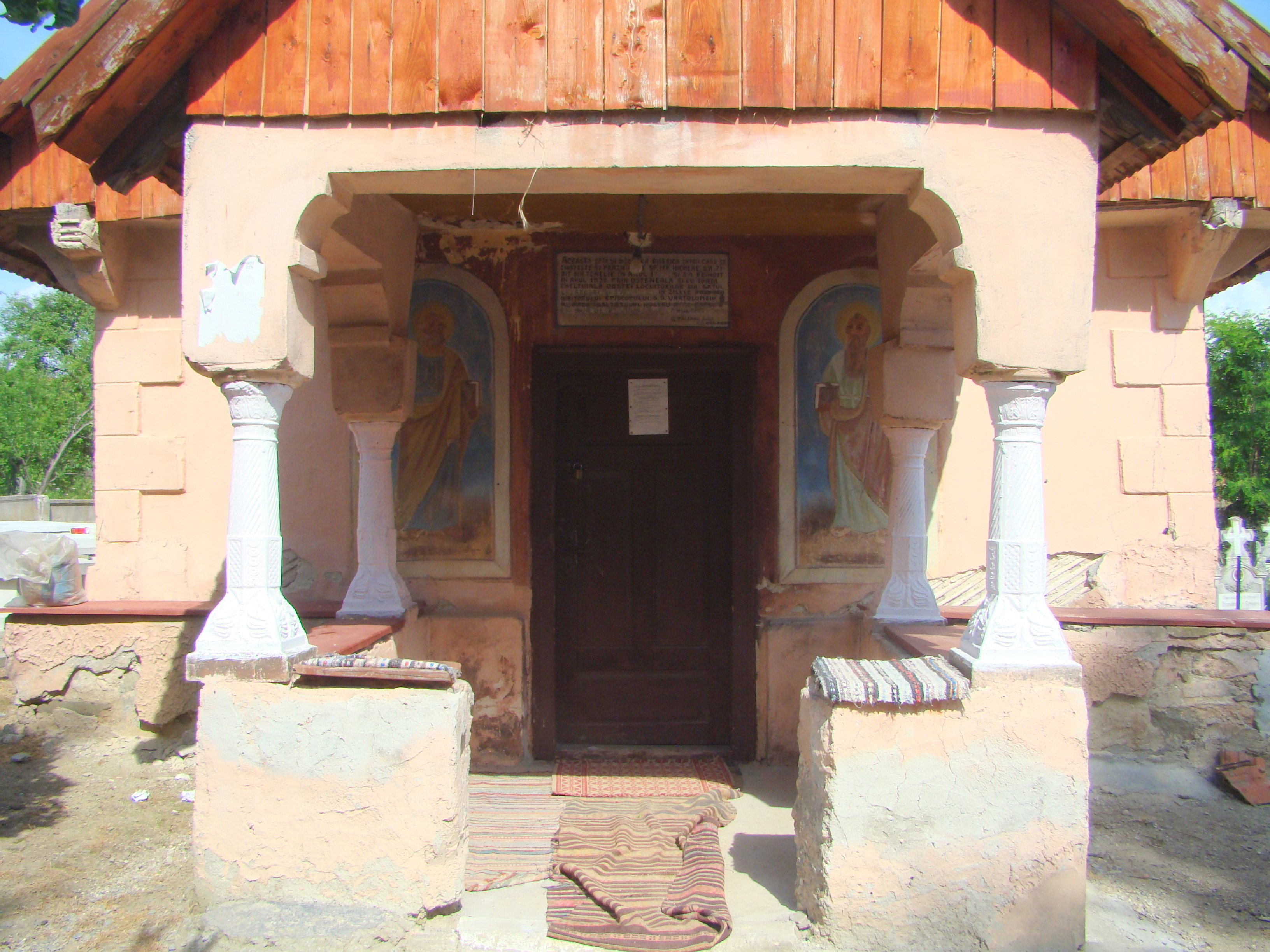
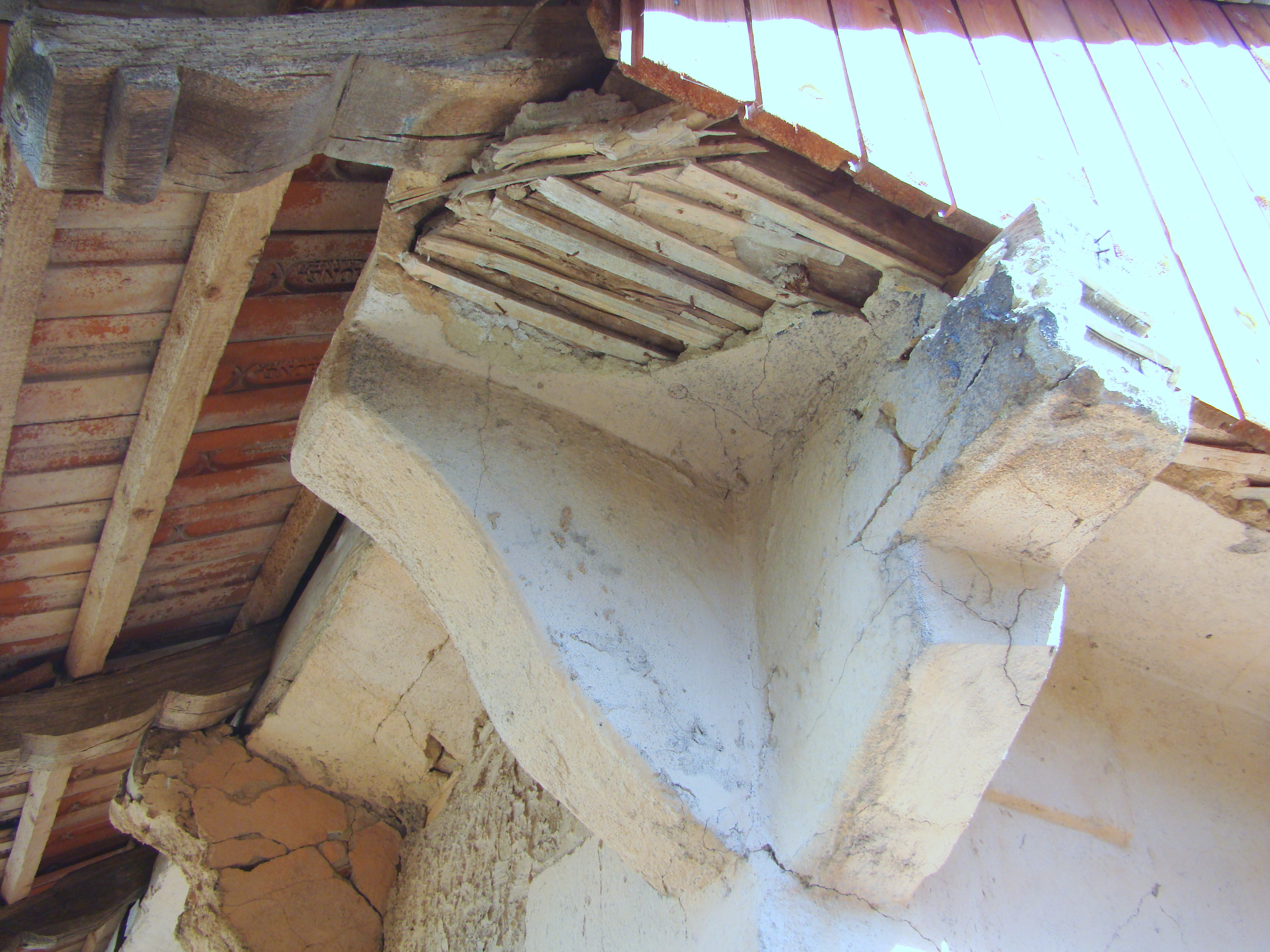
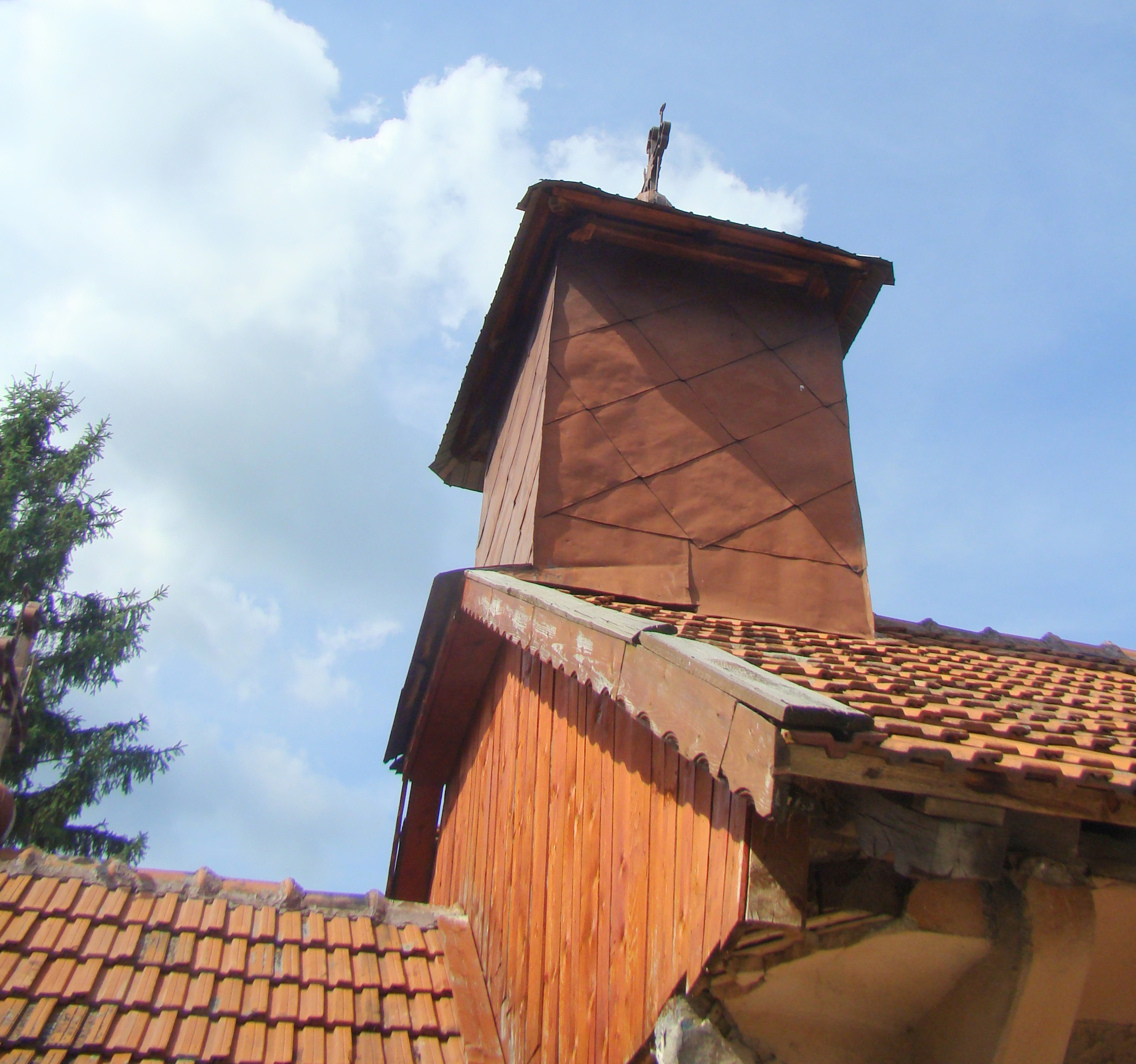